# Aleja snajperów (film)
Aleja snajperów (ang. Welcome to Sarajevo) – film fabularny produkcji amerykańsko–brytyjskiej, na motywach książki Michaela Nicholsona – Natasha's Story.

## Opis fabuły
W ogarniętym wojną Sarajewie, w 1992 spotykają się dwie ekipy telewizyjne: jedna amerykańska, kierowana przez Jimmy'ego Flynna i ekipa brytyjska, kierowana przez Michaela Hendersona. Zbierając materiały odwiedzają sierociniec, znajdujący się niedaleko linii frontu. Przejęty losem dzieci Henderson decyduje się zabrać nielegalnie jedno z dzieci, Emirę do Wielkiej Brytanii. Pomaga mu amerykańska wolontariuszka Nina.

## Obsada
- Stephen Dillane jako Michael Henderson
- Woody Harrelson jako Jimmy Flynn
- Marisa Tomei jako Nina
- Emily Lloyd jako Annie McGee
- Łabina Mitewska jako Sonja
- Goran Višnjić jako Risto Bavić
- Emira Nusević jako Emira
- Kerry Fox jako Jane Carson
- James Nesbitt jako Gregg
- Gordana Gadžić jako pani Savić
- Vesna Orel jako Munira
- Frank Dillane jako Christopher Henderson
- Davor Janjić jako Dragan